# San Patricio (Paraguai)
San Patricio é uma cidade e distrito do Paraguai, Departamento Misiones.

## Transporte
O município de San Patricio é servido pelas seguintes rodovias:
- Ruta 01, que liga a cidade de Assunção ao município de Encarnación (Departamento de Itapúa).[1][2][3]